# Morpho benkoi
Morpho benkoi är en fjärilsart som beskrevs av D'Almeida 1922. Morpho benkoi ingår i släktet Morpho och familjen praktfjärilar. Inga underarter finns listade i Catalogue of Life.